# Marie-George Thébia
Marie-George Thébia est une écrivaine et historienne guyanaise, née en Côte d'Ivoire.

## Biographie

### Enfance
Marie-George Thébia est née en Côte d'Ivoire, d'une mère martiniquaise et d'un père militaire guyanais. Elle a des frères et sœurs. Sa famille déménage en Hexagone, un an après sa naissance.
Elle grandit dans un environnement multiculturel; entre l'école et sa culture métropolitaine à la maison avec un héritage antillais fait de musique créole et de plats traditionnels antillais.
Lorsque son père décide de retourner vivre dans sa Guyane natale, Marie-George Thébia subit un choc à cause des différences culturelles, entre la culture française et la culture guyanaise. À l'école, elle est stigmatisée : on lui reproche de ne pas parler créole et d'être "une assimilée".Aussi elle se plonge dans ses racines guyanaises (Amérindienne, Créole) et tout son parcours marque son attachement viscéral à sa guyanité .(La Guyane est au centre de ses écrits).

### Études et carrière
Après l'obtention de son baccalauréat en Guyane française, Marie-George Thébia retourne en France métropolitaine pour suivre des études d'histoire et de sociologie. Elle obtient sa maîtrise en 1989 à l'université Paul-Valéry.
Durant ses études, elle se découvre une passion : l'amour de la recherche et de la découverte pour l'histoire.
De retour en Guyane, elle devient professeure d'histoire et de géographie. En parallèle, elle écrit et anime des émissions radiophoniques et télévisées pour RFO Guyane (Radio francophone des Outre-mer). En 2021, elle donne des cours à l'université de Guyane, sur la littérature patrimoniale guyanaise.

### Film
Dans les années 1990 elle produit pour RFO Guyane un documentaire sur l’histoire du bagne et en 2009 elle effectue différents voyages en Chine et au Viêt-Nam pour co-écrire un documentaire sur l’histoire de l’immigration chinoise en Guyane.

### Littérature
Selon Catherine Lama, Marie-George Thébia est une autrice qui compte pour le microcosme littéraire guyanais. Marie-George Thébia publie ses premières nouvelles littéraires dans la revue littéraire guyanaise : La Roche gravée.
En 2011, elle publie Bois d'ébène et autres nouvelles de Guyane, un recueil de nouvelles. Elle collabore, en 2014, à la réalisation de nouvelles érotiques Shangaï Canaille/ pinku eiga. En cette même année, elle présente son livre Bois d'ébène et autres nouvelles de Guyane à des collégiens dans le cadre de Escale Littéraire à Maripasoula, un cycle de rencontres littéraires organisé par l’association Promolivres en collaboration avec la région Guyane.
Son premier roman, La Vie Bidim d'Abromsia Nelson est publié en 2016 et aborde la question du métissage et du retour à la terre natale. Marie-George Thébia publie ensuite une trilogie historique qui débute avec Mon nom est Copena en 2019, Aïyana chasseuse de fourmis en 2020 et Saül et les poussières d’or en 2021.
Elle participe en 2017 au 10e Salon du livre au Zéphir dans la catégorie la parole aux femmes écrivains. Elle fait partie des dix écrivains des Outre-mers interviewés par les écrivains font le mur, un questionnaire qui précède le Salon du Livre de Paris du 15 au 18 mars 2019. Elle participe avec son ouvrage Mon nom est Copena au Festival CLIMAX 2019, un rendez vous annuel et mondial éco responsable à Bordeaux.
Chacune de ses œuvres pour la jeunesse, inspirée par la grande mobilisation sociale de 2017 en Guyane, raconte le marronnage avec l'esclavage, l'époque précolombienne et la ruée vers l'or en Guyane française.
Elle est l'autrice du livre jeunesse Aïyana, Chasseuse de fourmis illustré par Marie Verwaerde et étudié aux collèges en Guyane,. Cet ouvrage est sixième au classement des meilleures ventes de livres en Guyane juillet 2021, puis quatrième en août 2021,.

## Publications
Marie-George Thébia fait partie des premières femmes à passer de la tradition orale des contes à l'écrit. À travers ses ouvrages, elle illustre la Guyane et son histoire. Elle illustre également la résilience de la famn djòk, femme puissante, guyanaise.,
En 2023 , elle publie aux éditions Feedback Âmes Tembé un roman policier prétexte pour mettre l'accent sur ce qu'elle appelle les « indignités » dont est victime la Guyane (orpaillage, mules...).
Âmes tembé, éditions Feedback   (ISBN 978-2-492359-14-9).

### Livre chez Feed back Éditions
- Marie-George Thebia, Âmes Tembé, Éditions Feed Back, 2023, 248 p.  (ISBN 978-2-492359-14-9)

### Livres chez l'Harmattan
- Marie-Georges Thebia, Bois d'ébène et autres nouvelles de Guyane, Guyane, Éditions L'Harmattan, 27 janvier 2011, 142 p. (ISBN 978-2-296-45192-6, EAN 9782296451926)[23],[24][a]
- Marie-George Thebia, La vie Bidim d'Ambrosia Nelson, Éditions L'Harmattan, septembre 2016 (ISBN 978-2-14-001763-6 et 2-14-001763-3, OCLC 964526534, lire en ligne) - La Vie Bidim d'Ambrosia Nelson

### CollectionMes romans de Guyanemaison d'édition Plume verte
Pour la trilogie de cette collection, Marie-George Thébia a collaboré avec Marie Verwaerde, pour les deux premières œuvres et avec Olivier Copin, qui a dessiné les visuels du tome 3.
- Marie-George Thébia (ill. Marie Verwaerde), Aïyana, chasseuse de fourmis, Cayenne, ed. Plume Verte, 2019 (ISBN 978-2-35386-024-1)[17],[25]
- Marie-George Thébia (ill. Marie Verwaerde), Mon nom est Copena : au temps de l'esclavage en Guyane, Cayenne, ed. Plume Verte, coll. « Mes romans de Guyane », 2020 (ISBN 978-2-35386-012-8 et 2-35386-012-5, OCLC 1230414703, lire en ligne)[13],[26]
- Marie-George Thébia (ill. Olivier Copin), Saül et les poussières d’or, Cayenne, ed. Plume Verte, coll. « Mes romans de Guyane », 2021 (ISBN 978-2-35386-036-4)[27],[7][b]

### Ouvrage collectif
- Marie-George Thébia, "Voyage aux temps précieux" [Nouvelle] in Suzanne Dracius, Ernest Pépin, Jean-François Samlong [et al], Partir sans passeport, Cayenne, éditions Idem, 2012,  (ISBN 978-2-36430-003-3)
- Marie-George Thébia, "Celles qui attendent" et "Heiquei, la diablesse noire" [Nouvelles] in André Paradis, Brèves de savane 2, Matoury (Guyane française), Ibis Rouge, 2016,  (ISBN 978-2-37520-523-5)
- Collectif, Nou Gon Ké SA !, Rémire-Monjoly (Guyane française), Rymanay, 2017,  (ISBN 979-10-95622-01-7)

## Distinctions et récompenses
Marie-George Thébia reçoit en 1999 le prix de la nouvelle de la DRAC (Direction Régionale des Affaires Culturelles), pour Le Manguier.
En 2006, elle obtient le prix René-Maran pour Bois d'ébène.
Pour son roman La Vie Bidim d'Ambrosia Nelson, elle est nommée au prix Carbet de la Caraïbe, en 2016.